# Инкин, Олег Вячеславович
Олег Вячеславович Инкин (6 марта 1990 года, Москва, СССР) — российский футболист, полузащитник.

## Карьера
Воспитанник спортшколы московского «Динамо», выступал за молодёжную команду. Позднее перешёл во второй состав подмосковных «Химок». Два года выступал во Втором дивизионе за «Долгопрудный» и «Знамя Труда» из Московской области. В 2013 году был на просмотре в «Уфе», однако из-за слабой физической формы не прошёл туда.
В 2014—2015 годах выступал за любительский клуб «Квазар» (Москва). Летом 2015 года вместе со многими партнерами перешёл в коллектив армянской Премьер-лиги «Мика». Первую половину 2016 года был без клуба, летом перешёл в латвийский «Даугавпилс».
В апреле 2023 года присоединился к медиафутбольной команде Василия Уткина — «Эгриси».